# The Dead Pay
The Dead Pay est un film muet américain réalisé par Francis Ford et sorti en 1912.

## Fiche technique
- Réalisation : Francis Ford
- Scénario : C. Gardner Sullivan
- Durée : 20 minutes
- Date de sortie : 
  - États-Unis : 20 décembre 1912

## Distribution
- Herschel Mayall : Capitaine King
- Howard C. Hickman : Lieutenant Kane
- Gertrude Claire : la mère de Kane